# Unterrichtsfach
In der Bildungsinstitution Schule ist Fach der Ausdruck für die thematische Gliederung dessen, was jeweils unter Bildung verstanden wird. Ein Unterrichtsfach, in Österreich offiziell Unterrichtsgegenstand, ist damit Artikulationselement des Lehrplans (Fächerkanons), der in der Verantwortlichkeit der jeweiligen Bildungspolitik unter Berücksichtigung der Traditionen und der jeweils aktuellen Diskussionen festgelegt wird. Die Stundentafel einer Schulform schreibt vor, welche Anteile der für den Unterricht vorgesehenen Anzahl an Stunden pro Woche auf die einzelnen Fächer entfallen, der Stundenplan, wann welche Klasse welches Fach unterrichtet bekommt.

## Bildungsorganisation
Auf die Stundentafeln der verschiedenen Schulformen beziehen sich in der Bildungsorganisation:
1. die Zusammensetzung des Lehrerkollegiums nach unterschiedlichen Fächern;
2. die Spezialisierung der Lehrerausbildung und -fortbildung;
3. die Ausstattung der Schulen mit Fachräumen, Sammlungen, Fachliteratur und sonstigen Medien;
4. Produktion und Vertrieb der Lehr- und Arbeitsmittel für Schüler und Lehrer seitens der Schulbuchverlage;
5. die berechtigungsrelevante Dokumentation der Schülerleistungen in Schulzeugnissen und deren überregionale Vergleichbarkeit;
6. die Legitimation der je aktuellen Stundenpläne einer Schulklasse/-stufe.

Die Schulfächer bilden also das inhaltliche Strukturgerüst des gesamten schulischen Bildungswesens. Ein Mindestmaß an Stabilität der Fächergrenzen ist eine Bedingung übersichtlicher Reichhaltigkeit und Vielseitigkeit des Bildungsangebotes und der Lernanforderungen der Schulen einer Region, eines Zeitalters und der Schulformen und -stufen, die der jeweiligen Schulpflicht unterliegen.
Umgekehrt können zur Erarbeitung komplexer Unterrichtsinhalte oder zum Erwerb nicht fachspezifischer Kompetenzen Fächergrenzen im Rahmen von fächerverbindendem Unterricht, Lern- oder Projekttagen aufgebrochen werden.

## Unterrichtsfächer in Deutschland
In Deutschland umfasst der Begriff „Fach“:
- Unterrichtsfächer im eigentlichen Sinne (Deutsch, Englisch, Geschichte, Mathematik und so weiter, siehe unten).
- Berufliche Fachrichtungen (Elektrotechnik, Sozialpädagogik, Wirtschaft etc.).
- Sonderpädagogische Fachrichtungen bzw. Förderunterricht (Förderschwerpunkt Sehen, Förderschwerpunkt Hören, Sprachförderung etc.).

### Formale Unterteilung der Unterrichtsfächer
In Deutschland wird zwischen Pflicht- und Wahlfächern, sowie Haupt- und Nebenfächern unterschieden:
- Ein Pflichtfach ist ein Fach, das im Lehrplan eines bestimmten Schultyps zwingend vorgesehen ist. Im deutschsprachigen Raum sind etwa neben den Hauptfächern auch grundlegende Geographie oder Sport für fast alle Schultypen Pflichtfach.
- Daneben gibt es Wahlfächer, die – bis auf die Wahlpflichtfächer – freiwillig vom Schüler in seinen Stundenplan aufgenommen werden können und nicht bei der Versetzung ausschlaggebend sind. Die Wahlpflichtfächer können zwar anfangs frei gewählt werden, sind dann aber reguläre Pflichtfächer. Sie repräsentieren typischerweise die speziellen Schwerpunkte einer Schule (beispielsweise kann sich der Schüler zwischen Englisch oder Französisch als erste Fremdsprache entscheiden, bleibt dann aber bis zum Schulabschluss dabei, oder zwischen Biologie oder Physik/Chemie als naturwissenschaftlichem Schwerpunkt).
- Hauptfächer bzw. Hauptgegenstände oder Langzeitfächer, sind Fächer, die als wichtiger als die anderen Fächer (Nebenfächer) angesehen werden und deswegen mehr Unterrichtsstunden (3–6 Wochenstunden) zur Verfügung haben. Die typischen Hauptfächer sind Deutsch, Mathematik und die erste Fremdsprache in der Allgemeinbildung, in berufsbildenden Schulen oft die Kerninhalte des Berufsbilds.
- Neben Hauptfächern werden in manchen deutschen Bundesländern alle Fächer als Kernfächer gekennzeichnet, in denen Schulaufgaben bzw. schriftliche „Große Leistungsnachweise“ von den Schülern gefordert werden. Diese Kernfächer haben dann ggf. auch bei der Entscheidung, ob die Erlaubnis zum Vorrücken in die nächsthöhere Jahrgangsstufe erteilt werden kann, ein größeres Gewicht. Je nach Schulprofil können weitere Fächer Hauptfächer sein, z. B. naturwissenschaftlich-technische Fächer, weitere Fremdsprachen, wirtschaftliche- oder musische Fächer.
- Nebenfächer oder Kurzzeitfächer haben weniger Unterrichtsstunden (1–3 h) zur Verfügung, sind aber vom Noteneinfluss her meist den sogenannten Hauptfächern gleichgestellt.

### In Deutschland weit verbreitete Unterrichtsfächer
Welche Schulfächer im Einzelnen angeboten werden, hängt in Deutschland von den Bundesländern und den einzelnen Schulen ab.
Folgende Fächer sind Standard in den Stundentafeln:
- Deutsch
- Mathematik
- Fremdsprachen, meist Englisch /Französisch, Latein und/oder eine dritte (lebende) Sprache.
- Naturwissenschaftlicher Unterricht, meist Physik, Chemie und/oder Biologie
- Pädagogikunterricht in allgemeinbildenden und beruflichen Schulen
- Sport
- Musik
- Kunsterziehung, Kunstunterricht
- Geschichte
- Religion(slehre) (das einzige Fach, das im Grundgesetz festgeschrieben wurde) oder Ethikunterricht
- Erdkunde/Geografie

Folgende sind weitere für den jeweiligen Schulzweig typische Fächer:
- Sozialkunde, Gesellschaftslehre, oder Gemeinschaftskunde, meist in Verbindung mit dem Geschichtsunterricht
- Wirtschaftskunde, Wirtschaft und Politik, Rechtskunde, Wirtschaft und Beruf oder Wirtschaft und Recht, meist in Verbindung mit dem Geografieunterricht
- Literatur
- Astronomie (Astrophysik)
- Geologie (Erdwissenschaften)
- Informatik, Textverarbeitung
- Philosophie
- Staatsbürgerkunde, Politische Bildung
- Psychologie oft in erziehungswissenschaftliche Fächern integriert (berufsbildende Schulen) bzw. an Gymnasien
- Hauswirtschaft, vorzugsweise an Realschulen und berufsbildenden Schulen
- Technik
- Werken
- Technisches Zeichnen/Darstellende Geometrie
- Theater (Schauspielen)
- (Heimat- und) Sachunterricht (HSU/SU/HuS) für die Grundschule

### Besondere Bezeichnungen
Einige Unterrichtsfächer haben in einzelnen Bundesländern besondere Bezeichnungen. So heißt der Kunstunterricht in Baden-Württemberg und Hamburg BK bzw. Bildende Kunst. Vor allem der Gemeinschaftskundeunterricht hat sehr unterschiedliche Bezeichnungen, z. B. in Hamburg „Politik, Gesellschaft, Wirtschaft“, in Schleswig-Holstein Wirtschaft/Politik. Teilweise wechseln Bezeichnungen zwischen Schulstufen. So heißt der Gemeinschaftskundeunterricht in Niedersachsen bis zur 10. Klasse Sozialkunde, ab der 11. Klasse Gemeinschaftskunde (GK).

### Fächerverbünde
Mehrere Fächer können zu sogenannten Fächerverbünden zusammengefasst werden:

#### Baden-Württemberg
Durch die Bildungsplanreform 2004 wurden in Baden-Württemberg Unterrichtsfächer zu Fächerverbünden zusammengefasst:
- Die naturwissenschaftlichen Fächer Physik, Chemie und Biologie sind in den Hauptschulen zum neuen Fach Materie-Natur-Technik (MNT) und an den Realschulen zum Fach NWA (Naturwissenschaftliches Arbeiten) geworden. Mit dem Bildungsplan 2016 wurden diese Verbünde wieder aufgehoben.
- Die geisteswissenschaftlichen Fächer Geschichte, Geografie und Gemeinschaftskunde bilden an den Hauptschulen das neue Fach WZG (Welt-Zeit-Gesellschaft), an den Realschulen das Fach EWG (Erdkunde, Wirtschaftskunde, Gemeinschaftskunde), an den Gymnasien das Fach GWG (Geographie, Wirtschaft, Gemeinschaftskunde). Mit dem Bildungsplan 2016 wurden diese Verbünde wieder aufgehoben.
- Die ästhetischen Fächer Musik, Sport und Kunst bilden an den Hauptschulen den Fächerverbund Musik-Sport-Gestalten (MSG). Mit dem Bildungsplan 2016 wurden diese Verbünde wieder aufgehoben.

Im Schuljahr 2018/19 startete das neue Unterrichtsfach Informatik, Mathematik, Physik (IMP) an 56 Gymnasien in Baden-Württemberg.

#### Thüringen
2009 wurden in der 5. und 6. Klasse die naturwissenschaftlichen Fächer zum Fach Mensch-Natur-Technik (MNT) zusammengeschlossen.

#### Bayern
An den Mittelschulen wurden folgende Fächer zusammengefasst:
- Die naturwissenschaftlichen Fächer Physik, Chemie und Biologie sind in das Fach PCB zusammengefasst.
- Die Fächer Geschichte, Sozialkunde, Erdkunde sind in das Fach GSE zusammengefasst.
- Die Fächer Arbeit, Wirtschaft, Technik sind in das Fach AWT zusammengefasst.

An Gymnasien dient das Fach „Natur und Technik“ als Mantel für de facto separate Fächer. Es wird nur eine Note im Zeugnis vergeben und der Lehrplan weist ein relativ hohes Maß an Bezügen auf das jeweils andere Teilfach auf, diese Teilfächer sind aber durchaus entkoppelt und durchaus von verschiedenen Lehrkräften unterrichtet:
- In der 5. Jahrgangsstufe wird Biologie und „Naturwissenschaftliches Arbeiten“ umfasst (je 1,5 Stunden nach Stundentafel).
- In der 6. Jahrgangsstufe wird Biologie und Informatik umfasst (2 bzw. 1 Stunde nach Stundentafel).
- In der 7. Jahrgangsstufe wird Physik und Informatik umfasst (2 bzw. 1 Stunde nach Stundentafel).

#### Niedersachsen/Bremen
An den Orientierungsstufen wurden Geschichte und Erdkunde als WUK (Welt- und Umweltkunde) zusammengefasst.
Außerdem heißt der Ethikunterricht dort Werte und Normen, kurz W.u.N.

## Unterrichtsfächer in Österreich
In Österreich wird zwischen Pflichtgegenständen, alternativen Pflichtgegenständen, Wahlpflichtgegenständen, Verbindlichen Übungen, Freifächern und Unverbindlichen Übungen unterschieden.
Als Pflichtgegenstände werden meist geführt:
- Mathematik (3 bis 4 Wochenstunden)
- Deutsch (3 bis 4 Wochenstunden)
- Englisch (als 1. lebende Fremdsprache) (3 bis 4 Wochenstunden)
- Zweite und eventuell dritte Fremdsprache (meist Französisch, Spanisch, Latein; selten auch Italienisch, Russisch und Altgriechisch) (3 bis 4 Wochenstunden)
- Biologie und Umweltkunde (0 bis 3 Wochenstunden)
- Physik (0 bis 3 Wochenstunden)
- Chemie (0 bis 3 Wochenstunden)
- Geographie und Wirtschaftskunde (0 bis 3 Wochenstunden)
- Geschichte und Politische Bildung (1 bis 2 Wochenstunden)
- Digitale Grundbildung
- Informatik
- Psychologie und Philosophie (1 bis 2 Wochenstunden)
- Musikerziehung (ab der 11. Schulstufe Wahl zwischen Musik und Bildnerischer Erziehung) (0 bis 2 Wochenstunden)
- Bildnerische Erziehung (ab der 11. Schulstufe Wahl zwischen Musik und Bildnerischer Erziehung) (1 bis 2 Wochenstunden)
- Werken
- Bewegung und Sport (2 bis 6 Wochenstunden)
- Religion oder Ethik (im Schulversuch) (1 bis 2 Wochenstunden)

Als Wahlpflichtgegenstände werden neben den Pflichtgegenständen in vertiefender Form meist auch schulinterne Neukreationen von Fächern angeboten (z. B. "Verhaltensforschung", "Übungsfirma", "Business Relations" etc.)
Als Verbindliche Übung wird ein Fach bezeichnet, das besucht werden muss, aber nicht benotet wird.
Als Freifach wird ein Fach bezeichnet, welches freiwillig gewählt wird und auch benotet wird. Meist ist dies der Instrumentalunterricht sowie das Besuchen des Religionsunterrichtes von Schülern ohne religiöses Bekenntnis.
Als Unverbindliche Übung wird ein Fach bezeichnet, welches freiwillig gewählt wird und nicht benotet, sondern mit "teilgenommen" beurteilt wird. Hierbei handelt es sich meist um Fächer wie Bühnenspiel, Legastheniebetreuung, Peer-Mediation, Schach oder auch sportliche Ergänzungsprogramme, wie Basketball oder Fußball.

## Situation außerhalb des deutschsprachigen Raumes

### Vereinigte Staaten
Im Fächerkanon der allgemeinbildenden Schulen des Bildungssystems der Vereinigten Staaten nehmen die Bereiche Englisch (English language arts), Mathematik, Naturwissenschaften (Science) und Sozialkunde (Social Studies, einschließlich Geschichte) eine zentrale Stellung ein. Darüber hinaus wird eine sehr große Bandbreite von Fächern gelehrt – oftmals als Wahlfach –, von denen viele im deutschsprachigen Raum kaum üblich sind.

#### Hintergrund
Welche Fächer an amerikanischen Schulen gelehrt werden, ist in den USA – ebenso wie in aller Welt – eine Frage der Tradition, der Nachfrage und der Verfügbarkeit von Ressourcen, z. B. geeigneten Lehrern, Räumlichkeiten und Lehr- und Lernmitteln. Auch Prüfungsstandards, Bildungscontrolling und Anforderungen des tertiären Bildungsbereiches orientieren, wie der Gesamtlehrstoff in Fächern gebündelt wird. Innerhalb dieser Rahmenbedingungen entscheiden die Schulleitungen dann weitgehend eigenverantwortlich darüber, welche Unterrichtsfächer an ihrer Schule angeboten werden.

##### Traditionen

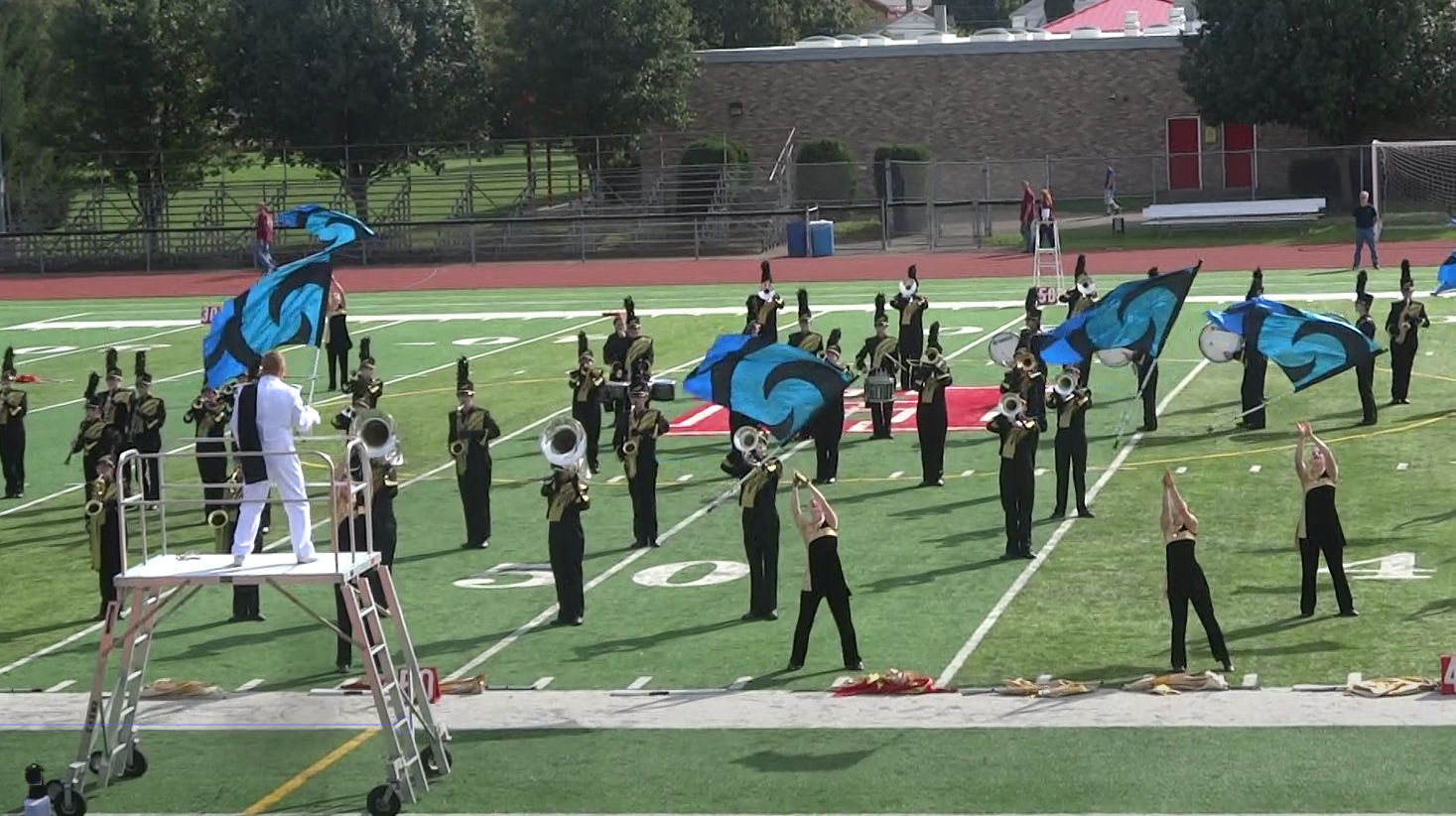
Die Präsentationen von Marching Bands, wie sie an vielen amerikanischen Schulen als Unterrichtsfach üblich sind, verbinden populäre Orchestermusik und Tanz zu einer Gesamtchoreografie.

Ein augenfälliger Unterschied zwischen dem amerikanischen und dem deutschen Schulwesen ist die in den USA starke Ausrichtung der künstlerischen Fächer auf die künstlerische Praxis, d. h. auf die Vermittlung künstlerischer Technik. Infolgedessen wird eher Kunstunterricht als Kunsterziehung angeboten, und eher Instrumentalunterricht, Band oder Chor als Musikunterricht; einen allgemeinbildenden Musikunterricht besuchen nur solche Schüler, die weder singen noch ein Instrument erlernen. Computerdesign, Portfolioentwicklung, Fotografie, Fotojournalismus, Yearbook, Kreatives Schreiben, Tanz, Gesang und Schauspiel (drama) sind an amerikanischen Schulen selbstständige Unterrichtsfächer. Aus europäischer Sicht ist diese Praxisorientierung vor dem Hintergrund zu verstehen, dass die Kunsterziehungsbewegung, die Kreativität und Wertschätzung des Schönen über handwerkliches Können und Virtuosität gestellt und die europäische Reformpädagogik zu Beginn des 20. Jahrhunderts stark geprägt hat, in Nordamerika fast ohne Wirkung geblieben ist.

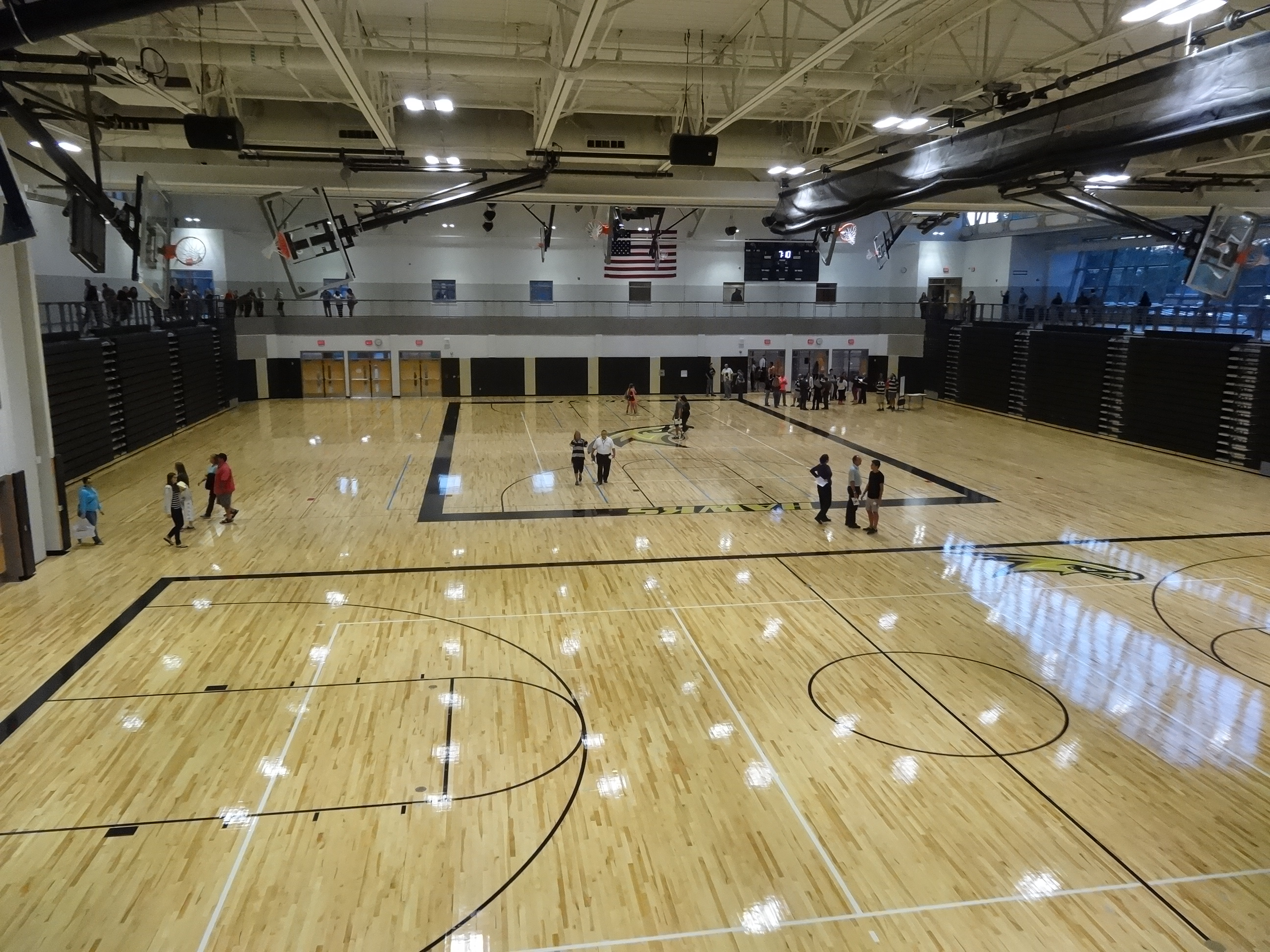
Sporthalle in einer großen Highschool

Eine weitaus größere Rolle als im deutschsprachigen Raum spielt in den Vereinigten Staaten, wo Sportvereine sich eher dem Profi- als dem Breitensport widmen, auch der Schulsport. Insbesondere in den benachteiligten sozioökonomischen Schichten wird Sport oft als möglicher Weg zum sozialen Aufstieg empfunden. In Familien mit geringer Bildung (nicht höher als Highschoolabschluss) und Kindern, die sich in der Highschool einer Sportart verschrieben haben, hoffen 44 % der Eltern, dass ihr Kind Profisportler wird. Tatsächlich haben junge Spitzensportler bei ihren Bewerbungen um Studienplätze an Eliteuniversitäten wie z. B. denen der Ivy League einen Wettbewerbsvorteil. Um diesem Bedarf gerecht zu werden, betreiben viele finanziell gut ausgestattete Middle Schools und Highschools nicht nur eigene Sporthallen und Mehrzwecksportplätze, sondern auch Stadien, Tennisplätze, Schwimmbäder und Spezialräume wie Gerätestudios oder für Kampfsportarten. Diese Einrichtungen werden für den regulären Sportunterricht, aber auch für außercurriculäre Programme (After School Sports) genutzt; Leistungspunkte (Credits) können allerdings nur in regulären Sportkursen erworben werden, deren Belegung für alle Schüler verbindlich ist.

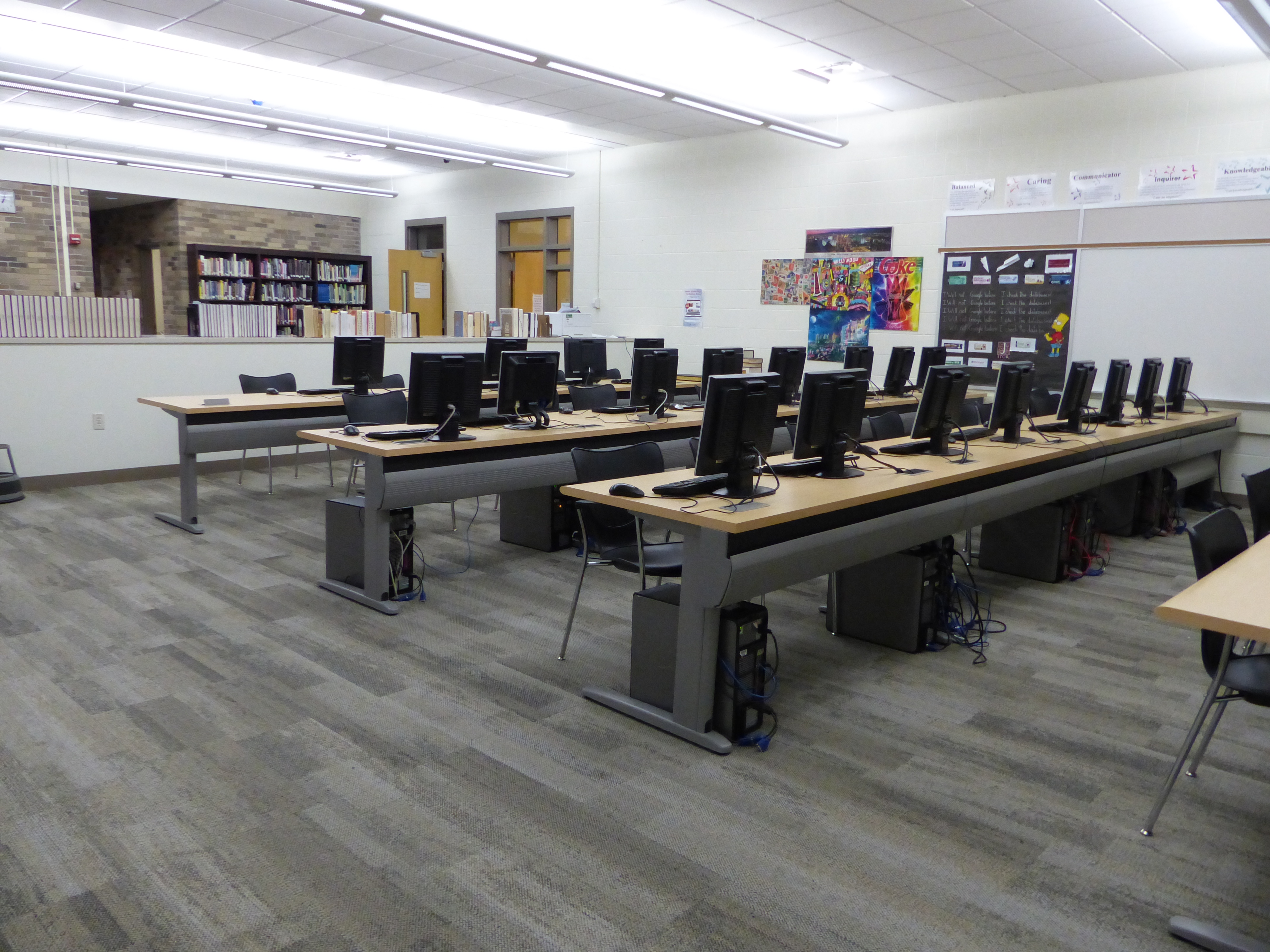
Im IT-Bereich wird eine ganze Bandbreite von Fächern gelehrt.

In erheblich größerem Umfang als im deutschsprachigen Raum wird an amerikanischen allgemeinbildenden Schulen auch die Nutzung von Computern gefördert und gelehrt. Lehrer und Schüler nutzen Computer und Hilfsmittel wie Google Classroom nicht nur auf alltäglicher Basis, und zwar von der Elementary School an, sondern die Schulen bieten auch spezielle Unterrichtsfächer wie Textverarbeitung, Desktop Publishing, Computergrafik, Web Design oder Programmieren an. Im Jahre 2014 gab es in den USA im Bereich Computer- und Informationstechnologie 3,9 Mio. Arbeitsplätze. (Zum Vergleich: In Deutschland waren im Jahre 2017 1,01 Mio. IT-Fachkräfte beschäftigt.)

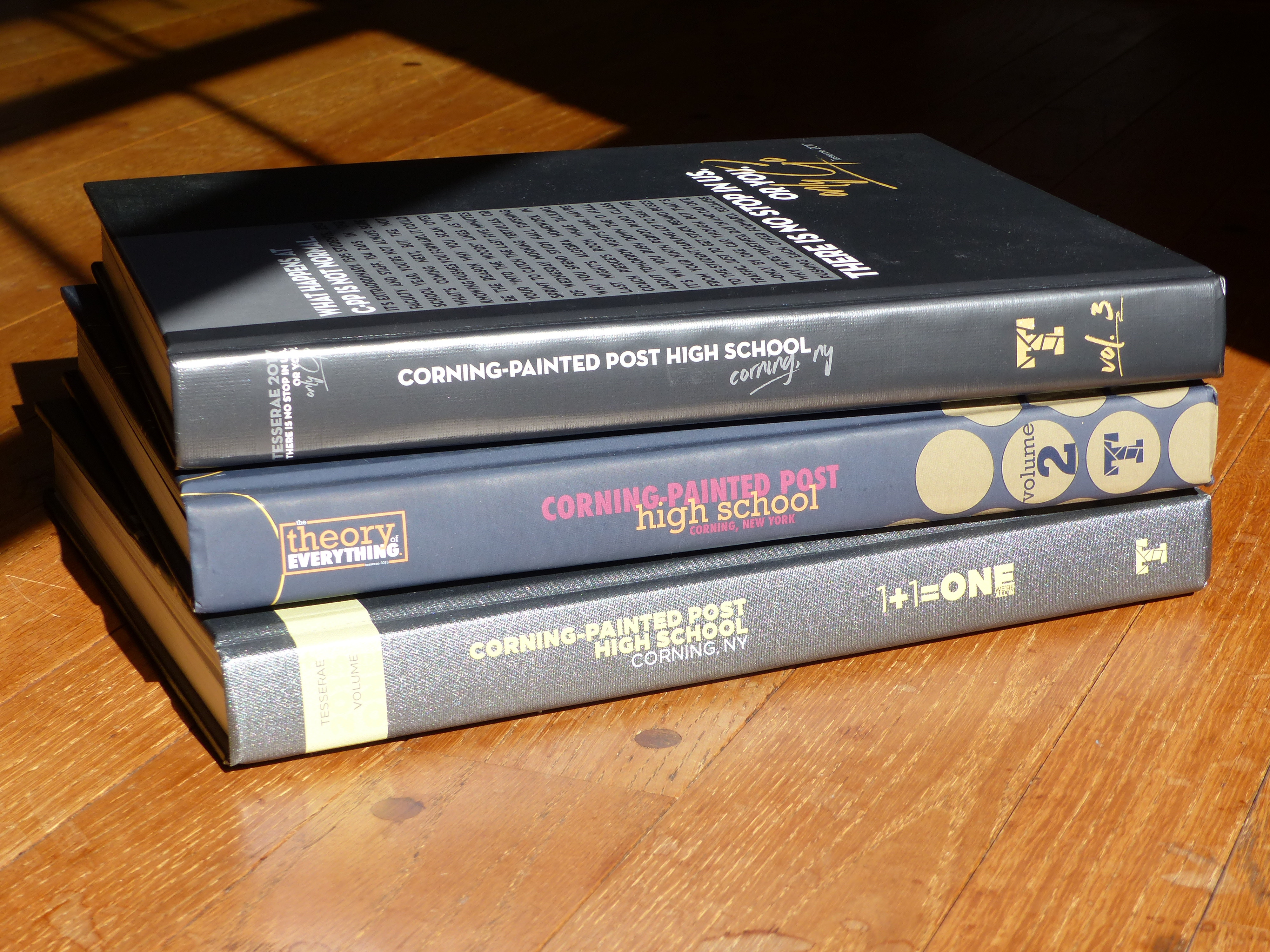
Drei Jahrgänge eines Highschool-Yearbooks

Ein weiteres amerikanisches Traditions-Schulfach ist Yearbook („Jahrbuch“). Amerikanische Schulen publizieren alljährlich zum Schuljahresende einen Almanach, der nicht nur Porträtfotos aller Schüler und Lehrer enthält, sondern auch einen von Schülern erstellten redaktionellen Teil, in dem Ereignisse des vergangenen Schuljahres in Wort und Bild dokumentiert sind. Im Fach Yearbook erwerben die Schüler Fachwissen in den Bereichen Journalismus, Fotografie, Desktop-Publishing und Marketing (Akquise von Anzeigenkunden). Das Fach Yearbook ist kompetitiv, und Organisationen wie die National Scholastic Press Association zeichnen die besten Bücher des Landes alljährlich mit vielbeachteten Preisen aus.
Die Naturwissenschaften Physik, Chemie und Biologie werden in den USA – anders als in Deutschland – häufig nur ein Jahr lang, dann allerdings mit fünf Wochenstunden und starker Orientierung an der forschenden Laborarbeit unterrichtet. Viele Fächer, die im amerikanischen Fächerkanon nur eine Nebenrolle spielen, werden an Middle School und Highschool nur ein Semester oder Trimester lang gelehrt, sodass die Gesamtzahl der Fächer, die ein Schüler im Laufe seiner Schulzeit studiert, eventuell sehr viel größer ist, als dies in Deutschland der Fall ist.

##### Bildungsstandards
Highschools verlangen von ihren Schülern den Erwerb von Leistungspunkten (Credits), die nur in bestimmten Kursen erworben werden können, und stellen damit sicher, dass als wichtig eingestufte Fächer bzw. Fachgruppen tatsächlich studiert werden.
Die Common Core State Standards Initiative wacht seit 2010 in 42 der 50 Bundesstaaten und im District of Columbia darüber, dass in den Fächern Englisch und Mathematik einheitliche Standards eingehalten werden. Weitere öffentliche Initiativen zur Standardisierung bestehen in den einzelnen Bundesstaaten (z. B. das New York State Testing Program in New York).
Der in den USA am höchsten angesehene Highschool-Abschluss ist das International Baccalaureate (IB); dieses akademisch sehr anspruchsvolle Programm setzt u. a. voraus, dass IB-Kurse in den Bereichen Englisch, Mathematik, Naturwissenschaften, Sozialkunde, darstellender oder visueller Kunst und einer Fremdsprache erfolgreich absolviert werden. Eine Standardisierung der Highschool-Abschlüsse findet in den USA ansonsten nur auf der Ebene der Bundesstaaten statt (z. B. das Regents diploma in New York).
Zentral wichtige Leistungsnachweise, die die meisten amerikanischen Hochschulen von ihren Studienbewerbern verlangen, sind der SAT und der ACT. Im Mittelpunkt beider Tests stehen die englische Sprachkompetenz und die wissenschaftliche und mathematische Denkfähigkeit der Teilnehmer. Die Schulen stellen sich auf diese Anforderungen ein und räumen den naturwissenschaftlichen Fächern sowie den Fächern Englisch und Mathematik auch aus diesen Gründen einen hohen Stellenwert ein.

#### Häufig angebotene Fächer
Folgende Unterrichtsfächer werden an amerikanischen Schulen immer (Fettdruck) oder gelegentlich bis häufig (Normaldruck) angeboten:
| Bereich                                                     | Elementary School | Middle School und Junior High School | Highschool |
| ----------------------------------------------------------- | --- | --- | --- |
| Englisch (English Language Arts, ELA)                       | - Englisch - Freie Rede (Speech) - Schreibschrift (Handwriting) - Besuch der Schulbibliothek (Library) | - Englisch - Lektüre (Reading) - Freie Rede - Debating | - Englisch - Weltliteratur, Klassische Literatur, Moderne Literatur - Britische Literatur, Amerikanische Literatur - Short Story, Shakespeare - Film - Aufsatz (Composition), kreatives Schreiben, Lyrik (Poetry) - Grammatik, Wortschatz - Debating, freie Rede - Nachholkurs Englisch (Remedial English) |
| Englisch als Zweitsprache (English as second language, ESL) | - Englisch als Zweitsprache | - Englisch als Zweitsprache | - Englisch als Zweitsprache |
| Fremdsprache                                                | - Fremdsprache | - Fremdsprache | - Fremdsprache - Fremdsprachliche Konversation, Literatur, Kultur, Geschichte |
| Mathematik                                                  | - Mathematik | - Mathematik - Geometrie - Algebraische Propädeutik (Pre-Algebra), Algebra - Mathematik für Verbraucher (Consumer Math) - Nachholkurs Mathematik (Basic Math/Remedial Math/Fundamental Math) | - Mathematik - Pre-Algebra, Algebra - Geometrie, Trigonometrie - Propädeutik der Infinitesimalrechnung (Precalculus), Infinitesimalrechnung (Calculus) - Statistik - Wirtschaftsmathematik, Rechnungswesen - Verbrauchermathematik, Persönliche Finanzierung und Investition - Nachholkurs Mathematik |
| Naturwissenschaften                                         | - Naturwissenschaften (Science) | - Naturwissenschaften - Biowissenschaften (Life Science), Geowissenschaften (Earth Science), Physical Science (Physik, Chemie, Astronomie)                                                   | - Naturwissenschaften (General Science) - Physik, Physical Science - Chemie, Organische Chemie - Biologie, Life Science, Botanik, Zoologie, Tierwissenschaften - Earth Science, Geologie, Ozeanographie, Meteorologie, Astronomie - Ökologie, Umweltwissenschaften - Veterinärmedizin - Forensik |
| Informationstechnik                                         | | - Informatik, Computer Lab - Business Technology | - Textverarbeitung, Zehnfingersystem (Keyboarding) - Bildbearbeitung (Photoshop) - Programmieren - Computerreparatur - Desktop-Publishing - Webdesign |
| Gesundheit, Ernährung                                       | - Gesundheitsbildung (Health) | - Gesundheitsbildung | - Gesundheitsbildung, Persönliche Gesundheitspflege (Healthful Living, Personal Health) - Erste Hilfe - Gesunde Ernährung (Nutrition), Ernährungswissenschaft |
| Lebenspraktisches                                           | - Werkunterricht (Handwork, Handcrafts) - Schulgarten (Live Lab, Gardening) | - Hauswirtschaft (Home Economics, „HomeEc“) | - Kochen (Culinary Arts), Haushaltsführung (Home Management, Home Organization), Finanzplanung (Financial Management) - Werkunterricht (Woodshop, Metal Shop), Automobiltechnik (Auto Mechanics) - Gartenbau, Gartenpflege - Karriereplanung, Alltagsplanung (Personal Organization) - Soziale Kompetenz - Fahrunterricht |
| Sozialwissenschaften, Geschichte                            | - Social Studies (Gesellschaftskunde und Geschichte) | - Social Studies - Weltgeschichte, Geschichte und Regierung der Vereinigten Staaten - Geografie                                                                                              | - Geschichte des Altertums, des Mittelalters, der Renaissance, der Moderne - Weltgeschichte, Geschichte der USA - Aktuelles Weltgeschehen (World Current Events, Global Issues) - Geografie - Weltreligionen - Staatsbürgerkunde (Government, Civics) - Wirtschaft - Politikwissenschaft, Sozialwissenschaft, Soziologie, Psychologie, Anthropologie, Genealogie - Philosophie, Erkenntnistheorie, Logik, Kritisches Denken, Rhetorik |
| Journalismus                                                | | | - Journalismus, Fotojournalismus - Yearbook |
| Bildende Kunst                                              | - Kunst | - Kunst | - Kunst, Allgemeinbildender Kunstunterricht (Art Appreciation), Kunstgeschichte - Zeichnen, Malen, Bildhauerei, Keramik, Töpfern - Computer-Design - Fotografie, Video, Filmproduktion - Computerunterstütztes Design |
| Musik und darstellende Kunst                                | - Musik - Instrumentalunterricht, Band, Blockflötengruppe - Chor (Chorus, Choir) - Schauspiel (Drama, Dramatics) - Tanz                                                                                            | - Allgemeinbildender Musikunterricht (Music Appreciation) - Instrumentalunterricht, Gitarrengruppe, Band - Chor - Schauspiel                                                                 | - Instrumentalunterricht - Allgemeinbildender Musikunterricht, Musikgeschichte, Musiktheorie - Band, Orchester - Chor, Gesangsunterricht - Klassische Musik (Classical Music Studies) - Schauspiel - Tanz |
| Sport (Physical Education, PhysEd)                          | - Sport | - Sport | - Sport |
| Grundlagenfächer, Lernen lernen                             | | | - Lernen lernen (Study Skills) - Recherche (Research Skills) |
| Sonstige                                                    | - Study Hall - Hochbegabtenförderung (Enrichment) | - Study Hall - An die Stelle des Enrichment treten in der Middle School die Angebote von Honors-Programmen.                                                                                  | - Study Hall - In der Highschool werden die Honors-Programme durch Advanced-Placement-Programme und durch das International-Baccalaureate-Programm abgelöst. - SAT-Vorbereitung |
| Sonderpädagogisch                                           | - Sonderpädagogischer Unterricht (Special Education Resource Program, Special Education Day Class) - Sonderpädagogischer Sport (Adaptive Physical Education) - Ergotherapie (Occupational Therapy), Sprachtherapie | - Sonderpädagogischer Unterricht - Sonderpädagogischer Sport - Ergotherapie - Sprachtherapie                                                                                                 | - Sonderpädagogischer Unterricht - Sonderpädagogischer Sport - Ergotherapie - Sprachtherapie - Lebenspraktische Kompetenzen (Lifeskills) |